# Хронологична таблица за откриване и изследване на Азия (XVIII в.)
| Години                        | Име на откривател, изследовател                                                      | Направени открития и изследвания | Изследванията засягат следните съвременни държави                    |
| ----------------------------- | ------------------------------------------------------------------------------------ | --- | -------------------------------------------------------------------- |
| 1700 – 1701                   | Иван Василиевич Голигин                                                              | Откриване на остров Карагински край източните брегове на Камчатка | Русия                                                                |
| 1703                          | Еремей Мейер                                                                         | Описание и съставяне на първа карта на бреговете на Каспийско море | Казахстан, Русия                                                     |
| 1710                          | Яков Пермяков (неизв.-1712)                                                          | Плаване от устието на Лена на изток към устието на Колима и откриване на Големия Ляховски остров (от Новосибирските о-ви) и един от Мечите о-ви | Русия                                                                |
| 1711, 1713                    | Данила Яковлевич Анциферов (неизв.-1712), Иван Петрович Козиревски (ок. 1680-неизв.) | Откриване на островите Шумшу (50°45′ с. ш. 156°25′ и. д. / 50.75° с. ш. 156.416667° и. д.) и Парамушир (50°25′ с. ш. 155°50′ и. д. / 50.416667° с. ш. 155.833333° и. д.) от Северните Курилски о-ви (1711) и съставяне на първия чертеж на Курилските о-ви (1713, Иван Петрович Козиревски) | Русия                                                                |
| 1713 – 1714                   | И. Биков, А. Крестянинов                                                             | Първо посещение на Шантарските о-ви и начало на усвояването им | Русия                                                                |
| 1715 – 1717                   | Александър Бекович-Черкаски                                                          | 1715: Описание и грубо картиране на цялото северно и източно крайбрежие на Каспийско море, откриване древната долина на Амударя – Узбой и заливите Александър бай (43°08′ с. ш. 51°36′ и. д. / 43.133333° с. ш. 51.6° и. д.) и Казахски и изследване на залива Кара Богаз Гол; 1716: основаване на днешните градове Форт Шевченко (44°30′ с. ш. 50°16′ и. д. / 44.5° с. ш. 50.266667° и. д.) и Иралиев в Казахстан и Красноводск (сега Туркменбаши в Туркменистан); 1717: Поход в пустинното плато Устюрт и гибел на експедицията | Казахстан, Туркменистан, Узбекистан                                  |
| 1715 – 1721                   | Иполито Дезидери                                                                     | Пътешествие от Индия през Кашмир в Тибет (1715 – 1716) и пребиваване в Лхаса до 1721. Първи сведения в европейската географска литература за орографията и хидрографията на Южен Тибет | Китай                                                                |
| 1716                          | Кузма Соколов                                                                        | Първо плаване от Охотск към п-ов Камчатка и изследване западното му крайбрежие между 58° и 55º с.ш. | Русия                                                                |
| 1718                          | А. Кожин, В. Урусов                                                                  | Описание на източното крайбрежие на Каспийско море | Казахстан, Туркменистан                                              |
| 1719 – 1720                   | Карл Верден (неизв.-1731), Фьодор Соймонов                                           | Описание и първо картиране на западните брегове на Каспийско море на юг до устието на река Кура. Откриване на островите Наргин, Вулф и Пясъчен и съставяне на първата достоверна карта на Каспийско море | Русия, Азербайджан                                                   |
| 1719 – 1721                   | Иван Евреинов (1694 – 1724), Фьодор Лужин                                            | Геодезическа експедиция в Южен Сибир (1719 – 1720) и плаване към Курилските о-ви (1721). Съставяне на първата карта на части от Южен Сибир, Камчатка и Курилските о-ви на основата на научни методи | Русия                                                                |
| 1719 – 1730                   | Пьотър Гаврилович Чичагов                                                            | Картиране на реките Об и Енисей и множество техни притоци и съставяне карта на басейна на Об (1727 г.), основаваща се на 1302 пункта с астраномически определени координати и на басейна на Енисей (1730 г.) – 648 астрономически определени пункта. 1719: Картиране около 2000 км от течението на река Иртиш от устието ѝ до десния ѝ приток река Каба, езерото Зайсан и 24 от най-големите притоци на Иртиш на 100 – 150 км от устията им; 1721 – 1724: Картиране на река Об от 60º с.ш. до устието ѝ, в т.ч. притоците ѝ – Вах, Аган, Назим, Куноват и Полуй (десни), Васюган, Голям Юган и Голям Салим (леви). Картиране на 200 км от долното течение на река Ишим и цялата система на река Тобол; 1725 – 1730: Картиране на горния басейн на Об до двете съставящи го реки Бия и Катун и десните му притоци Тим, Кет, Чулим, Том и Иня и над 3000 км от течението на Об. Топографско заснемане на около 2500 км от течението на Енисей от устието му до десния му приток Оя (53º с.ш.) и част от притоците му – Турухан, Елогуй и Абакан (леви), долните течения на Долна Тунгуска, Подкаменна Тунгуска, Ангара, Чуна и Бирюса, целите течения на Кан, Мана и Туба (десни). Картиране на Минусинската котловина и крайбрежието на п-ов Таймир между устията на Енисей и Пясина – Брега Пьотр Чичагов | Русия, Казахстан                                                     |
| 1720 – 1725                   | Даниел Готлиб Месершмит                                                              | Експедиция в Западен Сибир и Източен Сибир и Даурия, първи естественоисторически изследвания и сведения за вечната замръзналост. 1720: Изследване района около течението на реките Тобол и Исет; 1721: Тръгване от Тоболск на изток покрай река Иртиш, достигане до устието на река Тара (десен приток), пресичане на Барабинската степ, достигане до Томск, изкачване по река Том (десен приток на Об) до изворите ѝ, пресичане на Кузнецки Алатау и по реките Уйбат и Абакан, спускане до град Абакан; 1722: Спускане по река Голям Кемчуг до река Чулим (десен приток на Об) и изследване горното ѝ течение, долното течение на Абакан и горното течение на Енисей; 1723: Спускане по Енисей до Туруханск, изкачване по река Долна Тунгуска до изворите ѝ, откриване находища на графит и черни въглища, пресичане на вододела, достигане до река Лена, изкачва се по нея до изворите ѝ; 1724: Минаване на юг от Байкал, пресичане на Боршчовочния хребет, достигане до езерото Далайнор изследване на река Онон и достига до Чита; 1725: От Енисейск достигане до река Кет, спускане по нея до Об и по последната до Ханти-Мансийск | Русия, Китай                                                         |
| 1721 – 1726                   | Фьодор Соймонов                                                                      | Детайлно топографско картиране на западните и източните брегове на Каспийско море | Русия, Азербайджан, Казахстан, Туркменистан                          |
| 1722 – 1723                   | Иван Степанович Унковски                                                             | Изкачване по река Иртиш до Семипалатинск и по долината на река Шар (ляв приток на Иртиш). Откриване на Калбинския хребет, пресичане на хребета Тарбагатай и река Емел (влива се в езерото Алакол), продължаване на юг покрай хребетите Бирликтау и Майлитау и достигане до прохода Джунгарски врата. Продължаване на югозапад по западната част на Джунгария, пресичане на река Боротала, минаване край езерото Сайрам Нур, пресичане на хребета Борохоро и достигане до река Или, на 81º и.д. Посещение на южния склон на хребета Кетмен и горния басейн на река Чарън (Шарън, ляв приток на Или) и пребиваване в басейните на реките Тюп и Джиргалан (вливащи се от изток в езерото Исък Кул) | Казахстан, Китай, Киргизстан                                         |
| 1723 – 1727                   | Пьотър Скобелцин                                                                     | Топографско картиране на средното и горно течение на река Аргун (дясна съставяща на Амур) с притоците Газимур и Урюмкан, цялото течение на Шилка (лява съставяща на Амур) и съставящите я Онон и Ингода (с притоците си Чита и Нерча), езерото Зун Торей (50°00′ с. ш. 115°45′ и. д. / 50° с. ш. 115.75° и. д.) с вливащата се в него река Улдза и езерото Далайнор с вливащата се в него река Керулен. Картиране на река Хилок (десен приток на Селенга) с левия ѝ приток Уда | Русия, Китай, Монголия                                               |
| 1725 – 1727                   | Алексей Кушельов                                                                     | Топографско картиране на горното течение на Енисей, заедно с двете съставящи го реки – Бий Хем (дясна) и Ка Хем (лява). Проследяване на Бий Хем на 400 км до езерото Кара Балик (52°20′ с. ш. 98°35′ и. д. / 52.333333° с. ш. 98.583333° и. д.) и топографско заснемане на притоците ѝ – река Азас (десен) с езерото Тоджа (52°25′ с. ш. 96°30′ и. д. / 52.416667° с. ш. 96.5° и. д.) и река Хамсара (десен). Откриване изворите на река Ка Хем на запад от езерото Хубсугул. Откриване на хребет Академик Обручев между двете съставящи реки. Картиране и някои от най-големите притоци на Горен Енисей – Хемчик, Кантегир и Абакан (леви), Оя и Туба (десни) | Русия, Монголия                                                      |
| 1728                          | Витус Беринг, Алексей Чириков, Мартин Шпанберг                                       | Топографско заснемане и картиране на около 600 км от северната половина на източното крайбрежие на п-ов Камчатка, в т.ч. п-ов Камчатски и п-ов Езерен, Карагински залив и остров Карагински и около 2500 км от бреговата линия на Североизточна Азия. Вторично откриване на залива Кръст (65°50′ с. ш. 179°10′ з. д. / 65.833333° с. ш. 179.166667° з. д.) и южното крайбрежие на п-ов Чукотка до нос Чукотски включително (64°15′ с. ш. 173°15′ з. д. / 64.25° с. ш. 173.25° з. д.), в т.ч. залива Провидения (вторично,64°25′ с. ш. 173°15′ з. д. / 64.416667° с. ш. 173.25° з. д.). Преминаване през Беринговия проток, достигане в Чукотско море до 67º 18` с.ш., откриване на остров Ратманов (Голям Диомид) и определяне координатите на редица крайбрежни пунктове от нос Дежньов до нос Лопатка | Русия, САЩ                                                           |
| 1731                          | Дмитрий Павлуцки                                                                     | Поход в Чукотка, с цел защита на приелите руско поданство коряки от чукчите. Изкачване по реките Белая и Амгуема, спускане до Чукотско море на 178º з.д., продължаване на югоизток по брега, достигане до нос Дежньов, пресичане на Чукотския п-ов в югозападно направление до Анадирския залив (на 175º з.д.), продължаване по брега на Анадирския залив на запад, заобикаляне на залива Кръст и завръщане в Анадирския острог | Русия                                                                |
| 1732                          | Иван Фьодоров (неизв.-1733), Михаил Гвоздев (1700 – 1759)                            | Изследване на Беринговия проток, в т.ч. о-вите Диомид | Русия, САЩ                                                           |
| 1733 – 1735                   | И. Лерхе                                                                             | Пътешествие по югозападното крайбрежие на Каспийско море | Азербайджан                                                          |
| 1733 – 1742                   | Йохан Георг Гмелин, Степан Крашенинников                                             | Изследване на Кулундинската степ, Кузнецката котловина, Алтай, Северобайкалската планинска земя, праговете на Ангара и Задбайкалието. 1733: Изкачване от Тоболск по Иртиш до 51º 50` с.ш., пресичане в югоизточно направление Кулундинската степ, достигане до Семипалатинск, изследване северозападната част на Алтай в района на Уст Каменогорск, прехвърляне в района на Барнаул, пресичане на Салаирското възвишение, достигане до Кузнецк, спускане по река Том до Томск, преминаване по долината на река Чулим (десен приток на Об) до Енисей, изкачване по нея до Красноярск и от там достигане до Иркутск; 1734: Изследване на Задбайкалието – долното течение на река Селенга, бреговете на реките Ингода и Шилка (от Чита до Нерчинск) и около 150 км от течението на река Аргун, спускане по Ангара до Братск, изследване на праговете ѝ, през Илимск достигане до Уст Кут и изкачване по река Лена до устието на левия ѝ приток река Илга (55º с.ш.); 1735: Спускане по Лена до Якутск, изследване на бреговете ѝ, и бреговете на Витим (десен приток) до устието на левия ѝ приток река Мама; 1736 – 1737: Изследва Якутските рудни находища; 1738: Спускане от Иркутск по Ангара до устието ѝ и подробно изследване на праговете ѝ; 1739: Спускане по Енисей до Туруханск, изследване на северните части на Енисейското възвишение и ръкавите на Енисей надолу от Туруханск, изкачване до Красноярск, преминаване на запад до Ачинск, завиване на юг и изследване рудниците в Минусинската котловина. От Абакан спускане по Енисей до Красноярск и изследване бреговете на реката между тези пунктове; 1741: Пресичане на Барабинската степ и изследване релефа и езерата ѝ и завръщане в Тоболск; 1742: Изследване на източните склонове на Урал между 50º 30` и 60º с.ш. | Русия, Казахстан                                                     |
| 1734 – 1735                   | Степан Войнович Муравьов                                                             | Изследване на част от западния бряг на п-ов Ямал до 73º 11` с.ш. | Русия                                                                |
| 1734 – 1737                   | Дмитрий Овцин, Фьодор Степанович Прянишников, Михаил Григориевич Виходцев            | Описание и картиране крайбрежието на Сибир между устията на Об и Енисей. 1734: Изследване на Обския залив до 70º 04` с.ш.; 1735: Изследване на Обския залив до 68º 40` с.ш. Картиране на южния и югоизточен бряг на Обския залив до 74° и.д., спускане по река Хадуте до Тазовската губа, изкачване по река Таз, пресичане на вододела и спускане по река Турухан до Туруханск; 1736: Изследване на Обския залив до 72º 40` с.ш. (до северозападния край на п-ов Явай). Спускане от Туруханск по левия бряг на Енисей до устието, картиране на западния бряг на Енисейския залив и северното крайбрежие на Гиданския п-ов, в т.ч. Юрацкия залив на протежение повече от 500 км. Картиране на цялото източно крайбрежие на Обския залив до п-ов Явай и южното крайбрежие на Гиданския залив, пресичане на Гиданския п-ов от север на юг, достигане до река Таз и пристигане в Туруханск; 1737: Плаване в Карско море до 74º 02` с.ш., завиване на югоизток, откриване на протока Овцин (между остров Сибиряков на североизток и остров Еленов на югозапад), достигане до Енисейския залив и завръщане в Туруханск | Русия                                                                |
| 1735                          | Питер Ласиниус (1700 – 1735), Дмитрий Лаптев                                         | Плаване на изток от делтата на река Лена до залива Буорхая – устието на река Хараулах | Русия                                                                |
| 1735 – 1737                   | Пьотър Скобелцин                                                                     | 1735: Спускане по река Шилка до устието на река Горбица (119º 15` и.д.), продължаване на североизток до горното течение на река Голям Олдой (ляв приток на Амур); 1736: Преминаване в горния басейн на река Нюкжа, спускане по нея и по Ольокма до Лена и достигане до Якутск; 1737: Достигане до горното течение на река Гилюй (десен приток на Зея), спускане по нея, откриване покрай десния ѝ бряг хребета Тукурингра, изкачване по Зея до горното ѝ течение и завръщане в Нерчинск | Русия                                                                |
| 1736                          | Василий Прончищев, Семьон Челюскин, Никифор Чекин                                    | Изследване крайбрежието на Азия на запад от устието на Оленьок. Откриване на крайбрежно възвишение Прончишчев, разположено между устията на реките Оленьок и Анабар, изследване устието на Анабар, завиване на север, минаване покрай източния бряг на остров Голям Бегичев и откриване на остров Преображение (74°39′ с. ш. 112°58′ и. д. / 74.65° с. ш. 112.966667° и. д.). Продължаване на север покрай източното и североизточно крайбрежие на п-ов Таймир и откриване на залива Мария Прончишчева, о-вите Петър (76°30′ с. ш. 112°40′ и. д. / 76.5° с. ш. 112.666667° и. д.), залива Фадей (76°40′ с. ш. 107°25′ и. д. / 76.666667° с. ш. 107.416667° и. д.), о-вите Фадей (77°00′ с. ш. 108°00′ и. д. / 77° с. ш. 108° и. д.), о-вите Комсомолска Правда (Самуил, 77°20′ с. ш. 107°20′ и. д. / 77.333333° с. ш. 107.333333° и. д.), залива Тереза Клавенес и източните разклонения на планината Биранга и достигане до 77º 55` с.ш. в източната част на протока Вилкицки | Русия                                                                |
| 1736 – 1737                   | Степан Малигин, Василий Селифонтов                                                   | Описание на цялото източно, северно и западно крайбрежие на п-ов Ямал (1736, Василий Селифонтов). Плаване покрай западния бряг на п-ов Ямал, откриване на протока Малигин и остров Бели (73°15′ с. ш. 70°50′ и. д. / 73.25° с. ш. 70.833333° и. д.) и проследяване на източния бряг на Ямал (1737, Степан Малигин) | Русия                                                                |
| 1737 – 1741                   | Степан Крашенинников                                                                 | Деветкратно пресичане на п-ов Камчатка в различни направления и извършване на комплексно изучаване на природа и населението на полуострова | Русия                                                                |
| 1738 – 1739                   | Мартин Шпанберг, Уилям Уолтън (неизв.-1743)                                          | 1738: Плаване покрай Курилските о-ви до протока Фриз (45º 30` с.ш.) и изследване, картиране и наименуване на 31 неизвестни дотогава острови (Мартин Шпанберг). Плаване до п-ов Немуро (на остров Хокайдо) и картиране на 26 острова от Курилските о-ви (Уилям Уолтън); 1739: Достигане до североизточния бряг на остров Хоншу (залива Сендай, 38º 15` с.ш.) и вторично откриване на Южните Курилски о-ви (Мартин Шпанберг). Проследяване на източния бряг на остров Хоншу между 37º 42` и 35º 10` с.ш. и достигане до 33º 28` с.ш. (Уилям Уолтън) | Русия, Япония                                                        |
| 1738 – 1740                   | Фьодор Минин, Дмитрий Василиевич Стерлегов                                           | 1738: Проследяване и картиране на западните брегове на п-ов Таймир от устието на Енисей до 75º 15` с.ш., в т.ч. източния бряг на Енисейския залив и откриване на остров Диксон (73°30′ с. ш. 80°20′ и. д. / 73.5° с. ш. 80.333333° и. д.) и нос Североизточен; 1740: Описание на 500 км от крайбрежието на Карско море от нос Североизточен до 75° 29' с.ш. и откриване на шхерите Минин (74°45′ с. ш. 85°30′ и. д. / 74.75° с. ш. 85.5° и. д.) | Русия                                                                |
| 1739                          | Иван Елагин                                                                          | Откриване на Авачинския залив (52°56′ с. ш. 158°36′ и. д. / 52.933333° с. ш. 158.6° и. д.) на източното крайбрежие на п-ов Камчатка | Русия                                                                |
| 1739 – 1741                   | Харитон Лаптев, Семьон Челюскин, Николай Чекин, Василий Медведев                     | 1739: Плаване покрай източния бряг на п-ов Таймир до нос Фадей и откриване на залива Нордвик (73°50′ с. ш. 112°10′ и. д. / 73.833333° с. ш. 112.166667° и. д.), островите Малък Бегичев (74°20′ с. ш. 111°10′ и. д. / 74.333333° с. ш. 111.166667° и. д.), Преображение (74°42′ с. ш. 113°00′ и. д. / 74.7° с. ш. 113° и. д.), Андрей (76°50′ с. ш. 110°40′ и. д. / 76.833333° с. ш. 110.666667° и. д.), о-вите Петър (вторично, 76°30′ с. ш. 113°00′ и. д. / 76.5° с. ш. 113° и. д.) и о-вите Фадей (вторично, 77°00′ с. ш. 108°00′ и. д. / 77° с. ш. 108° и. д.) (Харитон Лаптев); 1739 – 1740: Откриване на река Дудипта и спускане по нея и по река Пясина до Карско море и описание на около 40 км от крайбрежието на полуострова (Василий Медведев); 1740: Пресичане полуострова от изток на запад, преминаване покрай езерото Таймир, спускане по река Долна Таймира до устието ѝ и описание на брега на 100 км на запад от устието ѝ (Николай Чекин); 1741: Завършване описанието на река Пясина и около 500 км от брега на п-ов Таймир от устието на Пясина до устието на река Долна Таймира (Семьон Челюскин). Топографско заснемане на около 600 км от източния бряг на полуострова до о-вите Петър (Николай Чекин). Пресичане на п-ов Таймир от устието на Хатанга до устието на Долна Таймира през езерото Таймир, достигане на североизток по брега до 76º 42` с.ш., изследване на северния бряг на полуострова на запад от устието на Долна Таймира до нос Стерлегов (75°25′ с. ш. 88°48′ и. д. / 75.416667° с. ш. 88.8° и. д.) и картиране на река Пясина до езерото Пясино (Харитон Лаптев); 1741 – 1742: Изследване на източния бряг на п-ов Таймир, откриване на най-северната точка на Азия – нос Челюскин (8 май 1742, 77°43′ с. ш. 104°15′ и. д. / 77.716667° с. ш. 104.25° и. д.) и изследване брега на полуострова на югозапад от носа до 76º 42` с.ш. (Семьон Челюскин)                                                                                  | Русия                                                                |
| 1739 – 1742                   | Дмитрий Лаптев, Иван Киндяков, Алексей Лошкин, Михаил Щербинин                       | 1739: Картиране на залива Буор-Хая (132º и.д.) на море Лаптеви и долното течение на Индигирка (Иван Киндяков). Картиране на 400 км от брега на Северна Азия от устието на река Яна до нос Свети Нос (72°55′ с. ш. 140°40′ и. д. / 72.916667° с. ш. 140.666667° и. д.) и от устието на Индигирка до устието на Алазея (Алексей Лошкин). Картиране на долното течение на река Яна (Михаил Щербинин). Картиране течението на река Хрома (Дмитрий Лаптев); 1740: Плаване на изток от устието на Колима до нос Голям Баранов (69°45′ с. ш. 164°05′ и. д. / 69.75° с. ш. 164.083333° и. д.) Дмитрий Лаптев. Изследване течението на река Колима от устието ѝ до горното ѝ течение (Иван Киндяков). Картиране пътя от Колима по течението на река Голям Анюй до горното течение на река Анадир (Михаил Щербинин); 1741: Изследване басейните на реките Голям Анюй и Анадир и извършване поход до Анадирския острог, а след това спускане по река Пенжина до Пенжинсата губа (Дмитрий Лаптев); 1742: Картиране течението на река Анадир от Анадирския острог до устието ѝ (Дмитрий Лаптев, Иван Киндяков) | Русия                                                                |
| 1740, 1742 – 1744             | Георг Вилхелм Стелер (1709 – 1746)                                                   | Изследване на природата и населението на п-ов Камчатка | Русия                                                                |
| 1740 – 1741                   | Дмитрий Гладишев, Иван Муравин                                                       | Експедиция от Оренбург в Хива покрай източните брегове на Аралско море. Сведения за природата на Приаралието и съставяне подробна карта на морето | Казахстан, Узбекистан                                                |
| 1741                          | Витус Беринг                                                                         | Откриване на остров Беринг от Командорските о-ви | Русия                                                                |
| 1741                          | Уилям Уолтън                                                                         | Изследване на северозападния бряг на Охотско море, между устията на реките Иня и Уля | Русия                                                                |
| 1741 – 1742                   | Алексей Елизарович Шелтинг (1717 – 1772), Михаил Гвоздев                             | 1741: Картиране на западното крайбрежие на Охотско море от Охотск на юг до устието на река Уда и Шантарските о-ви; 1742: Картиране на южния бряг на Охотско море и източния бряг на Сахалин от 50º 10` до 45º 34` с.ш. | Русия                                                                |
| 1742                          | Алексей Чириков                                                                      | Откриване на островите Беринг (вторично, 55°00′ с. ш. 166°15′ и. д. / 55° с. ш. 166.25° и. д.) и Медни (54°40′ с. ш. 168°00′ и. д. / 54.666667° с. ш. 168° и. д.) от Командорските о-ви | Русия                                                                |
| 1742 – 1743                   | Карл Милер                                                                           | Експедиция от Орск на югоизток, пресичане долното течение на река Тургай, северната част на пустинята Приаралски Каракум, долното течение на река Сарису, преминаване покрай североизточните склонове хребета Каратау, форсиране на река Талас, проследяване северния склон на Киргизкия хребет и достигане до района на сегашната столица на Киргизия – град Бишкек. Връщане обратно по долината на река Чу, пресичане на полупустинята Бетпак Дала, форсиране на река Сарису (близо до устието на десния ѝ приток Кара Кенгир), пресичане на ниското и скалисто възвишение Улутау, достигане до река Кара Тургай, пресичане на река Улкаяк (десен приток на Тургай) и завръщане в Орск | Казахстан, Киргизстан                                                |
| 1743 – 1744                   | Василий Хметевски, Михаил Неводчиков                                                 | 1743: Детайлно описание и картиране на 1500 км от северното крайбрежие на Охотско море от Охотск до устието на река Вилига (157º и.д.); 1744: Описание на 600 км от западния бряг на Камчатка на юг до Болшерецк | Русия                                                                |
| 1744 – 1747                   | Йозеф Тифенталер                                                                     | Проследяване и описване на източните склонове на планината Аравали и определяне координатите на редица астрономически пунктове | Индия                                                                |
| 1746                          | Дмитрий Павлуцки                                                                     | Военен поход в Чукотка. Изкачване до изворите на река Анадир, пресичане на Илирнейския кряж (възвишение), спускане по река Чаун до Чаунския залив и проследяване на източното крайбрежие на залива до нос Шелагски | Русия                                                                |
| 1750 – 1751                   | Йозеф Тифенталер                                                                     | Пресичане от север на юг платото Малва, достигане до Камбейския залив, продължаване на север, пресичане на множество реки извиращи от планината Аравали и губещи се в пустинята Тар и определяне координатите на редица астрономически пунктове | Индия                                                                |
| 1753 – 1757                   | Фьодор Соймонов                                                                      | Изследване на езерото Байкал, фарватерите на реките Шилка, Аргун и Амур и съставяне на подробни карти и описание на бреговете им | Русия                                                                |
| ср. XVIII в.                  | Шарл Жозеф Патиси дьо Бюси-Кастелно                                                  | Първо топографско картиране на централната част на платото Декан в Индия между 17° – 21º с.ш. и 75° – 79º и.д. | Индия                                                                |
| 1756                          | Фьодор Татаринов                                                                     | Първо описание на Мечите о-ви в Източносибирско море | Русия                                                                |
| 1759 – 1760                   | Етерикан                                                                             | Първо посещение на Големия Ляховски остров и откриване на Малкия Ляховски острови от Новосибирските о-ви | Русия                                                                |
| 1760 – 1765                   | Бартоломю Плейстед                                                                   | Детайлно картиране и издаване на лоция на северния бряг на Бенгалския залив до 20º с.ш. на изток и запад – на протежение над 700 км | Индия, Бангладеш                                                     |
| 1761                          | Василий Хметевски                                                                    | Описание и картиране на около 2000 км от бреговете на Гижигинската и Пенжинската губа на Охотско море | Русия                                                                |
| 1761 – 1767                   | Карстен Нибур                                                                        | Пресичане на Суецкия провлак, изкачване на планината Синай на Синайския п-ов, достигане до Моха (в Йемен), посещение на Сана и отплаване към Бомбай в Индия, където пребивава 14 месеца. Завръщане в Копенхаген през Маскат, Бушир, Шираз, руините на Персеполис и Вавилон, Багдад, Мосул, Халеб в Сирия, Кипър, Палестина, Бурса и Константинопол. Първи географски сведения за Йемен | Египет, Йемен, Индия, Оман, Иран, Ирак, Сирия, Израел, Кипър, Турция |
| 1763                          | Джон Ритчи                                                                           | Топографско картиране на около 2000 км от западното крайбрежие на Бенгалския залив от делтата на Ганг до град Мадрас | Индия                                                                |
| 1763 – 1764                   | Степан Андреев                                                                       | Посещение на Мечите о-ви (пет от тях) и първи географски сведения за тях | Русия                                                                |
| 1763 – 1764                   | Николай Дауркин                                                                      | Пътешествие по п-ов Чукотка и съставяне на сравнително достоверна карта на района | Русия                                                                |
| 1763 – 1767                   | Джеймс Ренел, Уилям Ричардс                                                          | Систематични топографски дейности в Северна Индия, като са картирани долините на Ганг и Джамна от 78º и.д. до източните предели на Бенгалия (94º и.д.) и извършване на около 500 маршрутни топографски хода между пунктове с астрономически определени координати. 1763 – 1764: Топографско картиране на част от бреговете на Полкския проток проток между полуостров Индостан и остров Шри Ланка; 1765: Проследяване на около 500 км от река Брахмапутра от устието ѝ в Ганг до 92º и.д. и картиране на част от планината Лушай, разположена на границата между Индия и Бирма; 1765 – 1766: Заснемане и картиране на множество леви притоци на Ганг, в т.ч. река Маханади и десни притоци на Брахмапутра, в т.ч. Манас и Тиста; 1767: Картиране на част от Асамските планини между 90º и 92º и.д. в завоя на река Брахмапутра | Индия, Шри Ланка, Бангладеш, Мианмар                                 |
| 1764 – 1768                   | Ерик Лаксман                                                                         | Провеждане на обширни изследвания по ботаника, зоология, минералогия, метеорология и химия в района на Алтай, по границите с Монголия и Китай и в Задбайкалието | Русия                                                                |
| 1765 – 1770                   | Йозеф Тифенталер                                                                     | Изследване и картиране на над 20 леви притоци на Ганг от устието до изворите им между 80° и 84° и.д., в т.ч. реките Гомати и Гхагхра и 1000 км от течението на Ганг | Индия, Непал                                                         |
| 1766                          | Ной Антоан Бонжур                                                                    | Изследване, описание и картиране на част от проходите в планината Източни Гхати, водещи от крайбрежието за платото Декан | Индия                                                                |
| 1766                          | Т. Мот                                                                               | Картиране на долното и средно течение на река Маханади (до 82º 30` и.д.), вливаща се в Бенгалския залив | Индия                                                                |
| 1767 – 1768                   | Филип Картерет                                                                       | Картиране на западното крайбрежие на остров Сулавеси | Индонезия                                                            |
| 1769 – 1771                   | Иван Леонтиев, Алексей Пушкарьов                                                     | Три експедиции до Мечите о-ви (70°45′ с. ш. 161°30′ и. д. / 70.75° с. ш. 161.5° и. д.70º45`с.ш., 161º30`и.д.) за изследване и топографско картиране | Русия                                                                |
| 1769 – 1773                   | Джеймс Ренел, Уилям Ричардс                                                          | Топографско картиране на най-голямата делта (около 100 хил. км2) в света на реките Ганг и Брахмапутра | Индия, Бангладеш                                                     |
| 1770                          | Луи дьо Глос                                                                         | Картиране на северната част на платото Чхота-Нагпур в Индия и долните течения на реките Сон и Гандак (десен и ляв притоци на Ганг) | Индия                                                                |
| 1770                          | Иван Ляхов                                                                           | Посещение на Ляховските о-ви и извършване на първото им описание | Русия                                                                |
| 1770 – 1772                   | Петер Симон Палас, Никита Соколов                                                    | Изследвания в Южен Урал и южните части на Западен и Източен Сибир. 1770: Проследяване на около 700 км от източните склонове на Урал между Челябинск и Екатеринбург и на север до 60° с.ш. в горните течения на реките Ляля, Лобва и Каква (всички от басейна на Иртиш). Изследване на хребетите Окто-Карагай и Джабик-Карагай между 54° – 55º с.ш., явяващи се вододел между реките Урал и Тобол; 1771: Пресичане на Ишимската степ, достигане до Омск, изкачване по река Иртиш, достигане до Семипалатинск, изследване на северозападната част на Алтай, в т.ч. Тигирецкия хребет и басейна на горното течение на река Алей, продължаване на север през Барнаул, достигане до Томск и описание на Салаирското възвишение. От Томск продължаване на югоизток, пресичане на северната част на Кузнецки Алатау, преодоляване на река Чулим, достигане до горното течение на Енисей в района на Минусинската котловина, преминаване на север покрай бреговете на Енисей и пристигане в Красноярск; 1772: Достигане на изток до Иркутск, преминаване през езеро Байкал и проникване в Задбайкалието. По реките Селенга и Чикой достигане до Кяхта, завръщане в устието на Селенга, отправяне на изток по долината на река Уда и през изворите на река Хилок пристигане в Чита. От там продължаване на югоизток, изследване на Яблоновия хребет, долината на река Онон, безотточното езеро Барун-Торей и реките Улдза и Ималка, вливащи се в него, долното течение на река Борзя (десен приток на Онон) и десния приток на река Ингода – река Тура и завръщане в Чита. Продължаване на северозапад към езерото Болшое Еравное, пресичане на Худунския хребет, движение покрай южните му склонове до 108º 30` и.д., пресичане от север на юг хребета Цаган-Дабан и по реките от басейна на Селенга достигане до най-голямото езеро в Задбайкалието – Гусиное (на 106º 20` и.д.). Преминаване покрай южния бряг на Байкал, завръщане в Красноярск и изследване на Минусинската котловина | Русия, Казахстан                                                     |
| 1770 – 1773                   | Йохан Антон Гюлденщед                                                                | Изследване на части от Кавказ, част от Прикаспийската низина, Кумо-Маничката падина, Кубанската и Куманската степ, Ставрополско възвишение, река Кума, река Западен Манич (219 км) и левия ѝ приток Егорлик. Физикогеографски и етнографски изследвания в Грузия (1771 – 1772) | Русия, Грузия                                                        |
| 1770 – 1774                   | Самуел Готлиб Гмелин                                                                 | Изследване на Северен Кавказ, Закавказието, западните и южните крайбрежни райони на Каспийско море. 1770: Пътешествие в Иран с посещения на Дербент, Баку и Шемаха; 1771: Изследване на част от теченията на реките Кума и Терек; 1772 – 1774: Ново пътешествие в Иран и изследване западното крайбрежие на Каспийско море | Русия, Азербайджан, Иран                                             |
| 1771                          | Николай Ричков                                                                       | Изследване степите около река Ишим в Западен и Северен Казахстан, степите около река Ор (ляв приток на Урал) на изток от планината Мугоджари и долното течение на река Дьома | Казахстан                                                            |
| 1771 – 1772                   | Юхан Фалк                                                                            | Изследвания в Югозападен Сибир и по източните склонове на Среден Урал | Русия                                                                |
| 1771 – 1772                   | Никита Соколов                                                                       | Изследвания в Алтай и Задбайкалието. 1771: Откриване на Тигирецкия хребет и Коргонския хребет в западната част на Алтай; 1772: Тръгване на североизток от езерото Барун-Торей (50°00′ с. ш. 115°30′ и. д. / 50° с. ш. 115.5° и. д.), достигане до река Аргун на 120º и.д., изкачване по нея до големия ѝ завой на 118º и.д., недалеч от езерото Далайнор, продължаване на запад, изкачване по река Онон до устието на левия ѝ приток река Кира (112º 19` и.д.), покоряване на връх Сохондо (49°44′ с. ш. 111°05′ и. д. / 49.733333° с. ш. 111.083333° и. д.), достигане на югозапад до изворите на река Онон, изкачване по река Ашинга (ляв приток на Онон) до изворите ѝ, продължаване на запад, пресичане на няколко притока на река Чикой и на 108º и.д. достигане до река Чикой | Русия                                                                |
| 1771 – 1773                   | Йохан Готлиб Георги                                                                  | Изследвания в Алтай и Задбайкалието и Урал и съставяне на карта на езерото Байкал в мащаб 10 версти на дюйм (1:420000). 1771: Изследвания в планината Алтай; 1772: Описание на над 900 км от крайбрежието на Байкал: от устието на река Бугулдейка (106° 03` и.д.) до устието на река Горна Ангара и от там – вече по източното крайбрежие на езерото – до устието на река Селенга. Завръщане до устието на река Баргузин (109° и.д.), изкачване по реката до 110°, завиване на изток, преминаване през горния басейн на река Иня (ляв приток на Баргузин), пресичане на Икатския хребет и достигане до река Кидимит, от басейна на река Витим. Добиране до Витим, продължаване на север по Витимското плато, ново пресичане на Икатския хребет и завръщане в долината на река Баргузин. Достигане до устието на Селенга и през град Чита достигане до Нерчинския край и изследване на забайкалските рудни находища; 1773: Изследване на реките Исет (ляв приток на Тобол) и Чусовая | Русия                                                                |
| 1771 – 1773                   | Джон Ритчи                                                                           | Топографско картиране на Андаманските и Никобарски о-ви | Индия                                                                |
| 1772                          | Арчибалд Блер                                                                        | Топографско картиране на северното крайбрежие на Арабско море на северозапад от залива Кач, бреговете на Иран, Ирак и части от крайбрежието на Арабския п-ов | Пакистан, Иран, Ирак, Саудитска Арабия, ОАЕ                          |
| 1772 – 1773                   | Алексей Пушкарьов                                                                    | Инструментално заснемане на езерото Байкал и районите около него и съставяне на първата хидрографска карта на езерото | Русия                                                                |
| 1772 – 1781                   | Егор Пестерев                                                                        | Топографско заснемане и картиране на части от Западните и Източните Саяни. 1772: Картиране на горните течения на реките Абакан и Кан (ляв и десен приток на Енисей), Чуна (от басейна на Ангара) и Агул (десен приток на Кан); 1773 – 1774: Картиране на цялото течение на река Ус (десен приток на Енисей) и откриване покрай левия ѝ бряг Куртушибинския хребет. От изворите на Ус спускане по река Хут до Бий-Хем (Голям Енисей) и изкачване по Бий-Хем до десния ѝ приток река Ожу до изворите ѝ, продължаване на североизток по билото на Западните Саяни и по реките Амил и Туба спускане до Енисей; 1775: Картиране на реките Она (десен приток на Абакан) и Кантегир (ляв приток на Енисей) и откриване на хребета Сайлиг-Хем-Тайга, на 51º30`с.ш., в най-западната част на Западните Саяни; 1776 – 1778: Картиране на северните склонове на Източните Саяни между горните течения на реките Она и Бирюса (леви притоци на Ангара) и откриване на връх Грандиозни в изворите на река Кизир (от басейна на Туба); 1779: Картиране на горното течение на река Казир (дясна съставяща на Туба) | Русия                                                                |
| 1773                          | Иван Ляхов                                                                           | Изследване на Новосибирските о-ви и откриване на най-големия остров в архипелага – Котелни | Русия                                                                |
| 1773                          | Огъстъс Скинер                                                                       | Топографско картиране на бреговете на п-ов Катхиявар и Камбейския залив в Индия | Индия                                                                |
| 1774                          | Гхулам Мохамед                                                                       | Разузнаване на пътя от делтата на Ганг до северната част на платото Декан и топографско картиране на река Вайнганга (от басейна на Годавари) | Индия                                                                |
| 1775                          | Уилям Смит                                                                           | Експедиция от Делхи през платото Малва към горните течения на реките Годавари и Бхима (от басейна на Кришна) и извършване на маршрутна топографска снимка | Индия                                                                |
| 1775                          | Степан Хвойнов                                                                       | Картиране на Големия Ляховски остров от Новосибирските о-ви и съставяне карта на целия архипелаг (1776 – 1777) | Русия                                                                |
| 1778                          | Джеймс Кук                                                                           | Плаване през Беринговия проток в Чукотско море и покрай неговите югозападни брегове до 179° 30` з.д. | Русия                                                                |
| 1781 – 1784                   | Джеймс Сиймън Еверт                                                                  | 1781: Експедиция от долината на Ганг през платото Чхота-Нагпур до платото Декан при град Нагпур; 1782 – 1784: Извършване на три експедиции на северозапад до платото Малва, на югозапад до изворите на река Бхима и на юг до река Кистна и определяне координатите на редица характерни точки по платото Декан | Индия                                                                |
| 1783 – 1784                   | Джордж Форстър (неизв.-1792)                                                         | Пътешествие от Индия до Русия. Тръгване от Варанаси, преминаване през Пенджаб, Кашмир и Кабул, пристигане в Кандахар, заобикаляне от юг и запад Средноафганските планини и достигане до Герат. Продължаване на запад, минаване на юг от планината Кухе Сорх в Хорасан, достигане до Шахруд (36°20′ с. ш. 55°00′ и. д. / 36.333333° с. ш. 55° и. д.) и до Каспийско море и пристигане в Астрахан | Индия, Пакистан, Афганистан, Иран                                    |
| 1784 – 1785                   | Александър Кид                                                                       | Топографско картиране Араканския бряг на Бирма, в т.ч. и делтата на река Иравади | Мянма                                                                |
| 1784 – 1804                   | Мишел Пиер Жакуа                                                                     | 1784 – 1794: Пътешествие в Северозападна Индия и описание на планините Сатпура, Аравали и Виндхия, платото Малва и басейните на реките Чамбал (от басейна на Ганг), Луни (губеща се в пустинята Тар) и Нармада; 1794 – 1804: Топографско заснемане на цялото течение на река Джамна (десен приток на Ганг) | Индия                                                                |
| 1785                          | Д. Макклур                                                                           | Топографско картиране на бреговете на Персийския залив | Иран, Ирак, Кувейт, Саудитска Арабия, Катар, ОАЕ                     |
| 1785 – 1786                   | Могами Токунай (1754 – 1836)                                                         | 1785: Проследяване и картиране на около 600 км от западното крайбрежие на остров Сахалин до 50º 45` с.ш. и брега на залива Анива; 1786: Картиране на островите Итуруп и Уруп от Курилските о-ви и западното крайбрежие на Сахалин до 48º с.ш. | Русия                                                                |
| 1785 – 1788                   | Чарлз Рейнолдс (1758-неизв.)                                                         | 1785: Топографско заснемане на река Махи, вливаща се в Камбейския залив до платото Малва и установяване, че повечето от реките текат на север и се отнасят към басейна на Ганг; 1786: Изкачване на платото Декан и проследяване и топографско заснемане на около 400 км от източните склонове на Западните Гхати на юг от горното течение на река Кришна; 1787 – 1788: Изкачване по долината на река Тапти до Нагпур, завиване на юг, достигане до Хайдарабад, спускане по река Кришна до устието ѝ и преминаване по крайбрежието на юг до Мадрас. Завръщане обратно в Хайдарабад, продължаване на северозапад и през горното течение на Годавари завръщане на брега на Камбейския залив | Индия                                                                |
| 1785 – 1788                   | Майкъл Топинг                                                                        | 1785: Топографско картиране на 32 острова от Малдивските о-ви на базата на астрономически определени пунктове; 1786 – 1787; Картиране на източното крайбрежие на Индия от устието на река Кришна на североизток до Калкута; 1788: Картиране на останалата южна част от югоизточното крайбрежие на п-ов Индостан до Полкския проток | Малдиви, Индия                                                       |
| 1786                          | У. Ленън                                                                             | Топографско заснемане на река Кришна с двете съставящи я реки Тунгабхадра (дясна, цялото ѝ течение) и Бхима (лява, само долното ѝ течение) | Индия                                                                |
| 1786                          | Пьотър Иванович Шангин (1748 – 1816)                                                 | Картиране на река Чариш (ляв приток на Об), проследяване северния склон на Коргонския хребет и южния на Башчелакския хребет, разположени покрай двата бряга на реката, преодоляване на Коргонския хребет, проникване в долината на река Кокса (ляв приток на Катун), откриване в изворите ѝ Коксуйския хребет, а на север от реката – западната част на Теректинския хребет. Спускане по река Кокса до вливането ѝ в Катун и описание на северозападната част на Катунския хребет | Русия                                                                |
| 1786 – 1787                   | Арчибалд Блер                                                                        | Топографско картиране на архипелага Чагос, южната част от Лакадивските о-ви и многочислените банки между тях и Малабарския бряг на Индостан | Индия                                                                |
| 1786 – 1787                   | Гавриил Саричев, Тимофей Иванович Шмальов (1736 – 1789)                              | 1786: Преминаване от Якутск до Оймякон и спускане по река Охота до Охотск. Съставяне на първата орографска схема на района, като покрай десния бряг на река Алдан са отбелязани три планински хребета и вярно е определено тяхното меридионално простиране. Изкачване обратно по Охота до Оймякон, пресичане на хребета Тас-Кистабит, река Нера (десен приток на Индигирка), хребет Улахан-Чистай, река Мома (десен приток на Индигирка) и Момския хребет и достигане до Верхнеколимск; 1787: Преминаване от Среднеколимск на запад през Колимската низина, горното течение на Алазея и Алазейското плато, достигане до Индигирка при устието на десния ѝ приток Бадяриха (68º 20` с.ш.), изкачване по Индигирка до изхода ѝ от планините (67º 30` с.ш.), пресичане на планинската система Черски, достигане до Яна, проследяване на цялото течение на река Сартанг (дясна съставяща на Яна), пресичане на Верхоянския хребет, спускане по река Тукулан (десен приток на Алдан) и завръщане в Якутск. Изкачване по река Гижига, достигане до горното течение на река Омолон и картиране на цялото ѝ течение (Тимофей Иванович Шмальов) | Русия                                                                |
| 1786 – 1796                   | Мирза Мухгал Бег                                                                     | Топографско картиране на река Инд на протежение над 1500 км от 36º с.ш. до устието (28º с.ш.), десния ѝ приток река Кабул с притоците Кунар и Курам и левите – Тринаб, Джелам, Чинаб, Рави и Сатледж | Пакистан, Афганистан, Индия                                          |
| 1787                          | Жан-Франсоа Лаперуз                                                                  | Проникване от юг в Татарския проток (отделящ остров Сахалин от континента) до 51º 30` с.ш., откриване на залива Чихачов (дьо Кастри), изследване на над 700 км от западния бряг на Сахалин от нос Жонкиер (50º 55` с.ш.) до нос Крильон (45º 55` с.ш.) и откриване на протока Лаперуз (между Сахалин и Хокайдо) и Монерон (46°15′ с. ш. 141°14′ и. д. / 46.25° с. ш. 141.233333° и. д.) | Русия                                                                |
| 1787, 1789                    | Джоузеф Билингс, Гавриил Саричев                                                     | 1787: Три неуспешни опита за плаване от устието на Колима в Берингово море през Беринговия проток; 1789: Откриване на остров Свети Йона (56°25′ с. ш. 143°20′ и. д. / 56.416667° с. ш. 143.333333° и. д.) в Охотско море | Русия                                                                |
| 1787 – 1790                   | Д. Макклур                                                                           | Топографско картиране на цялото западно крайбрежие на Индия от залива Къч (22º 30` с.ш.) до най-южната точка на полуострова – нос Кумари | Индия                                                                |
| края на 80-те години XVIII в. | Джон Уеджборо                                                                        | Топографско картиране на целите Лакадивски о-ви | Индия                                                                |
| 1789                          | Гавриил Саричев                                                                      | Топографско картиране на западния бряг (около 450 км) на Охотско море от Охотск до устието на река Улкан, откриване на заливите Федот и Фьодор (56º 32` с.ш.) и изследване на залива Алдома (56º 50` с.ш.) | Русия                                                                |
| 1789                          | Иван Константинович Фомин                                                            | Топографско картиране на западния бряг на Охотско море от Удска губа до устието на река Алдома | Русия                                                                |
| 1790                          | Александър Битсън                                                                    | Топографско заснемане и изследване на Източните Гхати на протежение 1300 км – от река Годавари до нос Кумари и описание на над 60 прохода, водещи от крайбрежието към платото Декан | Индия                                                                |
| 1790 – 1792                   | Х. Хартман                                                                           | 1790: Топографско заснемане на най-долното течение на река Барито и левия ѝ приток река Негару на остров Калимантан; 1791: Описание на около 400 км от течението на Барито и изследване четири нейни притока; 1792: Изследване на част от източните притоци на Барито | Индонезия                                                            |
| 1790 – 1800                   | Чарлз Рейнолдс                                                                       | 1790 – 1792: Топографско заснемане на около 800 км от Западните Гхати, южно от Бомбай и маркиране на най-важните проходи в планината; 1792 – 1793: Топографско картиране на платото Декан по линията: горното течение на река Кавери – средните течения на реките Пенару и Кришна – град Хайдарабад – горното течение на река Годавари – платото Малва – река Джамна (на 78º и.д.); 1793 – 1800: Топографско картиране на Пенджаб, долното течение на Инд и делтата му, п-ов Катхиявар, заблатените райони Голям и Малък Качски Ран и части от пустинята Тар и доказване, че река Гхагар се губи в пустинята близо до 29º 30` с.ш. | Индия                                                                |
| 1791 – 1792                   | Джоузеф Билингс, Алексей Гилев                                                       | Експедиция на п-ов Чукотка. Преминаване от Мечигменския залив до Нижнеколимск, проследяване и изследване на повече от 150 км от река Кувут (десен приток на Пегтимел) и горните течения на Малък и Голям Анюй (Джоузеф Билингс). Обиколка на целия източен бряг на Чукотка от Мечигменския залив до нос Дежньов, преминаване пеша през носа и първо описание на около 500 км от северния бряг на Чукотка до Колючинския залив (Алексей Гилев) | Русия                                                                |
| 1792                          | Джеймс Блант                                                                         | Топографска експедиция от горното течение на река Кавери на север през средното течение на река Годавари към Хайдарабад и от там на север през Нагпур към река Джамна | Индия                                                                |
| 1792                          | Могами Токунай                                                                       | Проследяване на западното крайбрежие на остров Сахалин до 52º с.ш. и 500 км от източното до върха на залива Търпение, откриване на Невското езеро, изкачване по река Поронай до изворите ѝ, завиване на запад и достигане до западното крайбрежие на острова | Русия                                                                |
| 1792 – 1794                   | Томас Ууд                                                                            | Топографско картиране на 500 км от течението на река Брахмапутра нагоре от устието ѝ | Индия                                                                |
| 1795                          | Джеймс Блант                                                                         | Топографска експедиция през река Сон, достигане изворите на река Маханади (близо до 20º с.ш.), завиване на запад към долното течение на река Венгаги, а после на югоизток към река Индравати и спускане по река Годавари до делтата ѝ | Индия                                                                |
| 1796 – 1798                   | Уилям Робърт Броутън                                                                 | 1796: Топографско картиране на част от крайбрежието на остров Хокайдо, малка част от Курилските о-ви и протока Лаперуз (между Сахалин и Хокайдо); 1797 – 1798: Топографско картиране на източните брегове на Корея е Корейския проток | Япония, Русия, Корея                                                 |
| 1797                          | Джоузеф Билингс                                                                      | Хидрографски изследвания покрай бреговете на Таманския полуостров | Русия                                                                |
| края на XVIII в.              | Фадеев                                                                               | Откриване на остров Фадеевски (сега полуостров, от Новосибирските о-ви) | Русия                                                                |